# Roches gravées de la Pointe-Marie-Galante
Les Roches gravées de la Pointe-Marie-Galante sont constitutives d'un monument historique de Guyane situé dans la ville de Cayenne (sur l'Île Saint-Joseph).
Le site est inscrit monument historique par arrêté du 8 mars 2002.